# Biłka (obwód iwanofrankiwski)
Biłka (ukr. Білка) – wieś na Ukrainie, w  obwodzie iwanofrankiwskim, w rejonie horodeńskim.